# Denis Shapovalov
Denis Shapovalov (דניס שפובלוב; Tel Aviv, Israel; 15 de abril de 1999) es un tenista profesional canadiense de origen israelí. En 2017 se dio a conocer cuando, con tan solo 18 años, alcanzó las semifinales del Masters de Canadá 2017, tras derrotar a Juan Martín del Potro y al N.º  1 del ranking ATP, Rafael Nadal. Es jugador habitual representante de Canadá en la Copa Davis, de la cual ha sido finalista en el año 2019 perdiendo ante el seleccionado español en Madrid. Junto al equipo canadiense ganó la Copa ATP 2022, venciendo a España en la final que se jugó en Sídney.

## Primeros años
Shapovalov, nacido en Tel Aviv, Israel, es hijo de ciudadanos ruso-israelíes. Su padre Viktor, jugador de voleibol, es ortodoxo griego y su madre Tessa Shapovalova, entrenadora de tenis, es judía. Antes del primer cumpleaños de Denis, la familia había emigrado a Canadá. Empezó a jugar al tenis a los 5 años en el club en el que trabajaba su madre de entrenadora. Tessa terminó abriendo su propio club de tenis en Vaughan, el TessaTennis, donde entrena a su hijo junto con Adriano Fuorivia y otros tenistas juniors.

## Carrera tenística

### 2013-2014
Octubre de 2013: gana su primer torneo júnior ITF, el ITF G5 de Burlington.
Abril de 2014: gana su segundo ITF G5 de Burlington.
Julio de 2014: gana el dobles júnior del ITF G4 de San José.

### 2015
En enero de 2015, alcanza la segunda ronda del Open de Australia como júnior, perdiendo en primera ronda de dobles. En el torneo júnior de Wimbledon alcanza la tercera ronda y pierde en primera de dobles. En agosto pierde el College Park, ITF G1 júnior individual con su compatriota y compañero de dobles, Félix Auger-Aliassime. Alcanza la tercera ronda del US OPen gran slam júnior y gana el título de dobles con Auger-Aliassime. A fines de noviembre gana su primer título profesional de dobles, el ITF Futures de Pensacola.

### 2016
En enero, Shapovalov alcanza la final de dobles del ITF Futures de Sunrise. Y una semana después se lleva el torneo ITF de Weston derrotando a Pedro Sakamoto. En marzo llega a las semifinales del torneo challenger de Drummondville, consiguiendo su primera victoria sobre un top-100, Austin Krajicek, antes de perder con Daniel Evans en tres set. En abril gana su segundo y tercer títulos ITF venciendo al 286 ATP, Tennys Sandgren, (ITF Memphis), y a Miomir Kecmanović (ITF de Orange Park). En el torneo júnior de Roland Garros, llega a las semifinales de individuales y a segunda ronda de dobles En julio se convierte en el tercer canadiense que se lleva un torneo júnior Gran Slam, el Torneo de Wimbledon, derrotando a Álex de Miñaur. Llega también a la final de dobles con Auger-Aliassime. Llegó al número 2 del ranking júnior de la ITF el 16 de julio de 2016.
Shapovalov obtiene una invitación (wildcard) para el Open de Washington, su primera aparición en un torneo ATP, y cae ante Lukáš Lacko en tres disputados sets. Shapovalov también es invitado a la Rogers Cup y, de salida, sorprende derrotando en tres sets al 19 ATP, Nick Kyrgios, en la que es su primera victoria en un torneo máster 1000. Perdió en la ronda siguiente con el n.º 40 ATP, el búlgaro Dimitrov.

### 2017
En febrero, Shapovalov entró en el equipo de la Copa Davis de Canadá que se enfrentó a Gran Bretaña, en la primera ronda del Grupo Mundial. Perdió su primer partido ante Dan Evans. También perdió el segundo y decisivo contra Kyle Edmund, descalificado por el árbitro del partido, Arnaud Gabas, que recibió en el ojo un pelotazo procedente de Denis, quien lanzó la bola hacia la multitud, enfadado después de perder su servicio a comienzos del tercer set.
En marzo, en Gatineau, Shapovalov alcanzó su cuarto título individual ITF Futures después de derrotar a Gleb Sakharov. Dos semanas más tarde, ganó su primer título ATP Challenger con una victoria ante el belga Ruben Bemelmans, en Drummondville, siendo el canadiense más joven en ganar un Challenger. La semana siguiente, fue derrotado por Mirza Bašić en la final del ATP Challenger de Guadalajara (México), que puso fin a su racha de 17 partidos seguidos ganados. En Roland Garros, su primer Grand Slam profesional, fue derrotado en la primera ronda de clasificación por el Marius Copil. En junio, Shapovalov se clasificó para el Queen's, torneo ATP 500 que se juega sobre hierba. En la primera ronda, derrotó al jugador 47 ATP, Kyle Edmund, antes de perder ante el 14, Tomáš Berdych. Wimbledon le proporcionó una invitación. No pasó de primera ronda, derrotado por el polaco Jerzy Janowicz. A finales de mes, ganó su segundo título ATP Challenger, derrotando a su compatriota Peter Polansky en la final de Gatineau.
En agosto, en la Rogers Cup de Montreal, derrota al número 31 ATP, Juan Martín del Potro, en segunda ronda y al n.º 2 del mundo Rafael Nadal en tercera ronda, en su primer partido contra un top 10. Continuó derrotando al 42 ATP, Adrian Mannarino, en uartos de final, para perder finalmente con el 8 ATP, Alexander Zverev Jr. en las semifinales. Es el jugador más joven que ha alcanzado una semifinal ATP World Tour Masters 1000. Shapovalov tuvo que jugar la clasificación para entrar en el cuadro principal del US Open. Luego dio la sorpresa al derrotar al cabeza de serie n.º 8, Jo-Wilfried Tsonga, en segunda ronda. Denis se convirtió en el jugador más joven en llegar a la cuarta ronda, desde Michael Chang en 1989, cuando ganó a Kyle Edmund en octavos. En la cuarta ronda cae ante el n.º 19 del mundo, el español Pablo Carreño Busta.

### 2018
Shapovalov comenzó su temporada 2018 en el Brisbane International, donde perdió en la primera ronda tanto en individuales, ante Kyle Edmund, como en dobles, ante los eventuales ganadores Henri Kontinen y John Peers. En el ASB Classic, derrotó a Rogério Dutra Silva en la primera ronda, pero fue eliminado en la segunda ronda ante el segundo cabeza de serie Juan Martín del Potro en dos sets. En el Abierto de Australia, Shapovalov ganó su partido de primera ronda sobre Stefanos Tsitsipas en sets corridos, pero perdió en la siguiente ronda ante Jo-Wilfried Tsonga en cinco sets a pesar de liderar a Tsonga 5-2 en el set decisivo.
Shapovalov luego hizo su debut en el Abierto de Delray Beach, donde alcanzó las semifinales. Derrotó a Ivo Karlović, Jared Donaldson y Taylor Fritz en las tres primeras rondas, antes de caer ante el eventual campeón Frances Tiafoe. La semana siguiente en el Abierto de México, Shapovalov derrotó al ex N.º 4 del mundo Kei Nishikori en tres sets en la primera ronda, pero perdió ante el N.º 6 del mundo Dominic Thiem en la segunda ronda. Shapovalov comenzó su campaña de marzo haciendo su debut en Indian Wells, derrotando al clasificado Ričardas Berankis en la primera ronda. Sin embargo, perdió ante el cabeza de serie número 30 Pablo Cuevas en la segunda ronda. En el Abierto de Miami, derrotó a Viktor Troicki, al N.º 30 del mundo Damir Džumhur y al N.º 14 del mundo Sam Querrey en las tres primeras rondas. Fue derrotado por Borna Ćorić en la cuarta ronda.
Shapovalov comenzó su primera temporada en tierra batida en el Masters de Montecarlo, donde perdió en sets corridos ante el calificador Stefanos Tsitsipas en la primera ronda. En su segundo torneo en tierra batida, el Abierto de Hungría, volvió a perder en la primera ronda, esta vez ante Nikoloz Basilashvili. En el Abierto de Madrid, derrotó a Tennys Sandgren y Benoît Paire, antes de noquear a su compatriota Milos Raonic para alcanzar los cuartos de final. Luego derrotó a Kyle Edmund para convertirse en el semifinalista más joven en la historia del Abierto de Madrid. Posteriormente perdió en sets corridos ante el N.º 3 del mundo y eventual campeón Alexander Zverev. Las victorias de Shapovalov aquí fueron las primeras en una superficie de arcilla y lo impulsaron al Top 30 ATP por primera vez en su carrera. Se convirtió en el jugador más joven entre los 30 primeros desde Richard Gasquet en 2005. La semana siguiente en el Abierto de Italia, Shapovalov venció a Tomáš Berdych en tres sets y a Robin Haase también en tres sets para preparar una revancha con Rafael Nadal en la tercera ronda. Con la victoria sobre Berdych, se convirtió en el nuevo número uno de Canadá en individuales. Fue derrotado por Nadal en dos sets. Shapovalov continuó el impulso en el Abierto de Francia al derrotar a John Millman en dos sets en la primera ronda, pero perdió ante Maximilian Marterer en la siguiente ronda.
Shapovalov luego ingresó al Abierto de Stuttgart, su primer torneo de la temporada sobre césped, pero perdió en la primera ronda ante el clasificado Prajnesh Gunneswaran. La semana siguiente, en el Queen's Club Championships, volvió a perder en la primera ronda, esta vez ante Gilles Müller.
A pesar de las dificultades, Shapovalov ingresó al Campeonato de Eastbourne. cabeza de serie tercero, derrotó a Jared Donaldson en su enfrentamiento de segunda ronda solo para perder ante Mischa Zverev en los cuartos de final. En su primera aparición en Wimbledon, Shapovalov ganó su partido de primera ronda al derrotar a Jeremy Chardy, pero perdió ante Benoit Paire en la siguiente ronda después de ganar el primer set 6-0.
Shapovalov comenzó la gira de canchas duras de verano de América del Norte de 2018 que condujo al noveno clasificado del US Open en el Citi Open en Washington D. C., donde derrotó a Daniil Medvédev antes de perder ante el séptimo clasificado Kei Nishikori en los cuartos de final. La semana siguiente, Shapovalov regresó a Toronto y a la Rogers Cup, el torneo donde experimentó su avance en las semifinales del ATP World Tour 2017. Shapovalov derrotó cómodamente a Jeremy Chardy y al fogoso italiano Fabio Fognini en dos sets, antes de ser eliminado de su torneo local en los octavos de final por Robin Haase. En su primera aparición en el Masters de Cincinnati el 13 de agosto, Shapovalov derrotó a su compatriota NextGen ATP Frances Tiafoe y a su oponente frecuente Kyle Edmund, antes de caer en los octavos de final ante su compatriota Milos Raonic, quien se vengó de su derrota ante Shapovalov durante su encuentro inaugural en el Abierto de Madrid en mayo.
En su segunda aparición en el US Open, el clasificado número 28, Shapovalov, se encontró con su viejo amigo y compatriota canadiense Félix Auger-Aliassime en un enfrentamiento de primera ronda muy esperado. Después de que los dos dividieron los dos primeros sets, Auger-Aliassime se vio obligada a retirarse del partido. Shapovalov luego derrotó a Andreas Seppi en un maratón de cinco sets en la siguiente ronda, pero luego cayó en la ronda de 32 ante el quinto clasificado Kevin Anderson en otro partido de cinco sets que duró cerca de cuatro horas.

### 2019
Shapovalov comenzó su temporada 2019 en el Abierto de Auckland, donde fue clasificado séptimo, fue derrotado por Joao Sousa en tres sets. En el Abierto de Australia, derrotó a Pablo Andújar y Taro Daniel antes de ser detenido en cuatro sets por el seis veces y eventual campeón Novak Djokovic en su primer partido individual. Su próximo torneo lo vio eliminado en sets seguidos ante Pierre-Hughes Herbert en los cuartos de final. También fue eliminado en los cuartos de final del Abierto de Róterdam, pero pudo derrotar al perenne Top-10 Tomáš Berdych antes de ser derrotado por el ex campeón Stan Wawrinka. Después de una pésima derrota inicial ante Mijaíl Kukushkin en el Open 13, Shapovalov centró su atención en Indian Wells. Derrotó al ex campeón del Abierto de EE. UU. Marin Čilić antes de ser detenido por Hubert Hurkacz en los octavos de final. Su campaña en el Miami Open fue más fructífera, ya que pudo derrotar a sus compañeros de NextGen Stefanos Tsitsipas y Frances Tiafoe en el camino a las semifinales. Aunque él y su compatriota canadiense Félix Auger-Aliassime fueron semifinalistas y tuvieron la oportunidad de enfrentarse en la final, ambos fueron derrotados por campeones veteranos; Auger-Aliassime por el campeón defensor John Isner, y Shapovalov por el eventual campeón Roger Federer en su primer partido individual. Esto lo impulsó por primera vez al Top 20 del mundo. El 20 de octubre de 2019, Shapovalov ganó su primer título ATP en el Abierto de Estocolmo, derrotando a Filip Krajinović en dos sets. En el Masters de París, el último torneo del año de la gira, Shapovalov se aseguró un final de fin de año entre los 20 primeros después de vencer a Gilles Simon, Fabio Fognini, Alexander Zverev y Gaël Monfils para llegar a las semifinales. Allí, debido a un retiro de último minuto de Rafael Nadal, alcanzó su primera final de Masters 1000, donde perdió ante Novak Djokovic en dos sets. Terminó la temporada en el puesto 15, el más alto de su carrera.
En las finales de la Copa Davis de 2019, Shapovalov y Vasek Pospisil se unieron para llevar a Canadá a su primera final de la Copa Davis en los 119 años de historia del evento, derrotando a Rusia, Australia, Estados Unidos e Italia en el camino a las finales.

### 2020
Shapovalov comenzó su 2020 en la Copa ATP en Brisbane, donde fue el jugador número 1 del equipo de Canadá y se enfrentó a los equipos griego, australiano y alemán en el Grupo F. En su primer partido, Shapovalov venció al griego Stefanos Tsitsipas en sets de desempate directo. Él y su compatriota Félix Auger-Aliassime luego derrotaron al dúo griego de Michail Pervolarakis y Petros Tsitsipas para llevar a Canadá a un récord de 3-0 sobre Grecia. A continuación, Shapovalov se enfrentó al australiano Alex de Minaur y, a pesar de ser un set y una ruptura, perdió el partido en tres sets. En su último partido de todos contra todos, Shapovalov venció al alemán Alexander Zverev en dos sets, cediendo solo cuatro juegos. Junto con Auger-Aliassime, también vencieron al equipo alemán de dobles Kevin Krawietz y Andreas Mies para llevar a Canadá a los cuartos de final como subcampeón del Grupo F. Allí, se enfrentó a Novak Djokovic de Serbia, pero fue eliminado en tres sets y Canadá finalmente fue eliminada del torneo. Después de la derrota, Shapovalov se dirigió al ATP Auckland Open como segundo cabeza de serie y derrotó a su compatriota Vasek Pospisil en sets seguidos, pero perdió ante el eventual campeón Ugo Humbert en sets seguidos en los cuartos de final después de una doble falta en el primer punto de set y en punto de partido. Shapovalov concluyó la gira australiana del año como el decimotercer cabeza de serie en el Abierto de Australia, pero sufrió una salida decepcionante en la primera ronda a manos de Márton Fucsovics en cuatro sets.
Tres semanas después, en febrero, Shapovalov se embarcó en la gira europea de pista dura bajo techo y entró en el Open Sud de France como tercer cabeza de serie. Se enfrentó a Pospisil en su primer partido allí en la segunda ronda, pero perdió en dos sets. Luego, ingresó al Abierto de Róterdam como el octavo cabeza de serie y, nuevamente, perdió su primer partido allí en dos sets, esta vez ante Grigor Dimitrov en la primera ronda. Pero en el torneo de dobles en Róterdam, Shapovalov se desempeñó mejor, habiendo llegado a las semifinales con su compañero Bopanna después de derrotar a los cuartos cabeza de series Jean-Julien Rojer y Horia Tecău en los cuartos de final antes de perder ante los finalistas Henri Kontinen y Jan-Lennard Struff. Shapovalov ingresó al Open 13 a continuación como cuarto cabeza de serie y rompió su racha de tres derrotas consecutivas después de defenderse de Marin Čilić en tres sets en la segunda ronda para llegar a los cuartos de final y unirse a Auger-Aliassime y Pospisil, por lo que es la primera vez que tres hombres canadienses habían alcanzado los cuartos de final de un torneo ATP Tour juntos desde 1990. Sin embargo, perdió ante Alexander Bublik en tres sets después de convertir solo dos de los diez puntos de quiebre que tuvo en el servicio de Bublik y solo salvó seis de nueve por su cuenta. Él y Bopanna también llegaron a los cuartos de final del torneo de dobles después de vencer a Jannik Sinner y Simone Bolelli, pero el dúo perdió ante Frederik Nielsen y Tim Pütz.
Después de una suspensión de seis meses del ATP Tour 2020 debido a la pandemia de COVID-19, Shapovalov ingresó al primer torneo en regresar, el Cincinnati Masters. El duodécimo cabeza de serie venció a Čilić en sets corridos en la primera ronda, pero perdió ante Struff en la segunda ronda en tres sets. A continuación, Shapovalov se embarcó en el US Open como duodécimo cabeza de serie. Luchó contra Sebastian Korda en la primera ronda y Kwon Soon-woo en la segunda ronda, ambos en cuatro sets. En la tercera ronda, Shapovalov evitó que el decimonoveno cabeza de serie Taylor Fritz sirviera para el partido en el cuarto set y selló el partido en el quinto set para llegar a la cuarta ronda e igualar su mejor actuación en el major. Al hacerlo, se unió a Auger-Aliassime y Pospisil para que fuera la primera ocasión en que tres hombres canadienses alcanzaran la segunda semana de un major. Se enfrentó al séptimo cabeza de serie David Goffin en la cuarta ronda; después de perder el desempate del primer set 0-7, ganó el impulso del partido al convertir su primer punto de quiebre en el segundo set y abrir el tercer set con otro quiebre. Luego cerró el cuarto set y el partido rompiendo el servicio de Goffin en el punto de partido para alcanzar su primer cuartos de final importante. La victoria lo convirtió en el primer canadiense en aparecer en los cuartos de final del US Open en la Era Abierta. Allí se enfrentó al cabeza de serie vigésimo Pablo Carreño Busta; después de sellar el primer set, Shapovalov perdió los dos siguientes en desempates y le dio a su oponente un bagel en el cuarto set antes de cometer una doble falta en un punto de quiebre en el quinto set, colocándolo en un déficit del que no pudo recuperarse, lo que le permitió Carreño Busta para servir el partido de cinco sets de cuatro horas de duración. En general, Shapovalov hizo más tiros ganadores y obtuvo siete puntos más en total, pero también cometió treinta y cinco errores no forzados más. Después del partido, Shapovalov resumió: "Salí apretado. Jugué apretado en los desempates. Estoy seguro de que la próxima vez que esté en la situación, me sentiré más cómodo".Además, Shapovalov y Bopanna alcanzaron su primer cuartos de final de dobles de Grand Slam como equipo después de vencer a los sextos cabeza de series Krawietz y Mies en la segunda ronda. El dúo finalmente perdió en sets corridos ante los semifinalistas Rojer y Tecau.
Pasando a la gira de arcilla pospuesta del año que comenzó a fines de septiembre, Shapovalov se embarcó en el Abierto de Italia como el duodécimo cabeza de serie. Después de derrotar a Guido Pella y Pedro Martínez en sets corridos, enfrentó su primer desafío de tres sets en Humbert y pudo cerrar el partido luego de perder el primer set en un desempate. La victoria le valió a Shapovalov su primera aparición en cuartos de final en el torneo, donde se enfrentó a Dimitrov, y en tres sets, logró la primera victoria de su carrera contra su oponente y aterrizó en las semifinales. Su partido de semifinales lo enfrentó a Diego Schwartzman, y después de un set final con seis quiebres de servicio totales entre ambos jugadores, Shapovalov perdió el desempate del set decisivo y, por lo tanto, el partido, después de haber servido inicialmente en 5-4. Shapovalov también jugó el torneo de dobles con Bopanna y la pareja llegó a los cuartos de final después de lograr una sorpresiva victoria sobre los principales cabeza de series Juan Sebastián Cabal y Robert Farah. En los cuartos de final, el equipo perdió ante los eventuales finalistas Jérémy Chardy y Fabrice Martin. Tras la conclusión del torneo, Shapovalov hizo su debut entre los 10 primeros en el ranking ATP de individuales subiendo cuatro puestos y alcanzando un nuevo récord personal en el N.º 10. Cerró la gira de arcilla del año con su tercera oferta en un major en el año en el Abierto de Francia al derrotar a Gilles Simon en cuatro sets en la primera ronda, pero perdiendo ante Roberto Carballés Baena en la segunda ronda en cinco sets después dos veces sirviendo para el partido. Tras la inesperada decepción, Shapovalov explicó: "Las condiciones eran lo más duras posible para mí para jugar aquí, con las bolas muy pesadas y hacía mucho frío".
En el giro final del año abreviado, Shapovalov se enfrentó a cuatro últimos torneos bajo techo en Europa para cerrar su temporada. Entre ellos, encontró su mayor éxito en su primera aventura, el Abierto de San Petersburgo. El segundo cabeza de serie llegó a las semifinales sin perder un set y pasó por Viktor Troicki, Ilya Ivashka, y Stan Wawrinka antes de perder ante el eventual campeón Andrey Rublev en tres sets. A continuación, solo tres semanas después de su encuentro anterior, Shapovalov enfrentó una revancha contra Simon en el Campeonato Bett1Hulks en su primer partido en el torneo, pero el tercer cabeza de serie perdió esta vez después de una mala actuación en el servicio que incluyó trece dobles faltas.Shapovalov terminó la temporada con dos derrotas más en el primer partido, la primera en el Abierto de Viena ante Jurij Rodionov en dos sets, y la segunda en el Abierto de Sofía ante Radu Albot también en dos sets, a pesar de ser el principal favorito, una novedad para él en su carrera en un torneo. A lo largo de la serie final de torneos para cerrar el año, Shapovalov estaba tratando de consolidar una posición entre la alineación para las Finales ATP 2020, pero las tres derrotas tempranas consecutivas finalmente lo mantuvieron como suplente en el campo. Terminó el año en el puesto número 12.

### 2021
Shapovalov comenzó su temporada en la Copa ATP, donde perdió ante el serbio Novak Djokovic y el alemán Alexander Zverev. En el Abierto de Australia, venció a Jannik Sinner y Bernard Tomic antes de perder ante Félix Auger-Aliassime en la tercera ronda. En marzo, Shapovalov ingresó al Abierto de Catar, donde venció a Vasek Pospisil en dos sets antes de perder ante Taylor Fritz en los cuartos de final. En el Campeonato de Tenis de Dubái, llegó a las semifinales, pero cayó ante el calificador Lloyd Harris. Al ingresar al Abierto de Miami como sexto cabeza de serie, Shapovalov perdió en la tercera ronda ante el eventual campeón Hubert Hurkacz.
En la temporada de tierra batida, Shapovalov comenzó en el Abierto de Barcelona, donde perdió ante Auger-Aliassime en la tercera ronda. Ingresó al Abierto de Estoril como el máximo favorito, pero perdió ante Corentin Moutet en su primer partido. Los problemas de Shapovalov continuaron en Madrid cuando perdió ante Alexander Bublik en la segunda ronda después de cometer catorce dobles faltas y en Roma después de perder ante Rafael Nadal en la tercera ronda, a pesar de tener dos puntos de partido. En dobles, Shapovalov y Rohan Bopanna derrotaron a los cabezas de serie Juan Sebastián Cabal y Robert Farah en Madrid camino a los cuartos de final antes de perder ante Tim Pütz y Alexander Zverev. En el Abierto de Ginebra, alcanzó su primera final en tierra batida, pero perdió ante Casper Ruud en dos sets. Shapovalov emitió un comunicado al día siguiente, anunciando su retiro del Abierto de Francia debido a su persistente lesión en el hombro.
Shapovalov regresó en junio en el Abierto de Stuttgart como el máximo favorito, perdiendo ante el eventual campeón Marin Čilić en los cuartos de final. A continuación, Shapovalov jugó en el Queen's Club Championships, donde llegó a las semifinales antes de perder ante Cameron Norrie.
Décimo cabeza de serie en Wimbledon, Shapovalov llegó a la tercera ronda del torneo por primera vez en su carrera. Luego derrotó a Andy Murray y al octavo cabeza de serie Roberto Bautista Agut, ambos en dos sets, para llegar a sus primeros cuartos de final en Wimbledon. Allí, derrotó a Karen Khachanov en cinco sets para llegar a su primera semifinal de Grand Slam, remontando dos sets a uno abajo. Allí, Shapovalov se enfrentó al campeón defensor Novak Djokovic, perdiendo en sets seguidos, pero ajustados. Con su exitosa carrera en Wimbledon, Shapovalov volvió a entrar en el top 10 de la clasificación por primera vez desde septiembre de 2020.
Después de Wimbledon, Shapovalov decidió saltarse los Juegos Olímpicos de Tokio, citando sus preocupaciones sobre la pandemia de COVID-19. En cambio, ingresó al Abierto de Suiza como el máximo favorito, pero fue derrotado por el clasificado Vít Kopřiva en su primer partido allí. Shapovalov enfrentó contratiempos consecutivos cuando se embarcó en la gira de canchas duras de América del Norte. Perdió sus primeros partidos tanto en el Abierto de Canadá como en el Masters de Cincinnati, ante Frances Tiafoe y Benoît Paire respectivamente. Rumbo al US Open, Shapovalov derrotó a Federico Delbonis y Roberto Carballés Baena antes de perder ante Lloyd Harris en dos sets en la tercera ronda. Después de la decepción, Shapovalov hizo su tercera aparición en la Laver Cup como miembro del Team World y contribuyó a la única victoria del equipo sobre el Team Europe, ganando su partido de dobles con John Isner contra Matteo Berrettini y Alexander Zverev del Team Europe. Shapovalov ingresó al Abierto de San Diego inaugural como el cuarto cabeza de serie, derrotando a Taylor Fritz antes de una derrota en dos sets ante Norrie en los cuartos de final. En Indian Wells, perdió ante Aslan Karatsev en la tercera ronda. Sin embargo, con Bopanna, el dúo avanzó en el torneo de dobles a los cuartos de final, donde perdieron ante Karatsev y Andrey Rublev.
En la gira europea de cancha dura bajo techo de cierre de la gira, Shapovalov asistió al Abierto de San Petersburgo, donde derrotó a Pablo Andújar antes de perder ante Struff en los cuartos de final. En dobles, se asoció con Bopanna y derrocó a los segundos cabeza de series Raven Klaasen y Ben McLachlan antes de perder ante los cuartos cabeza de series Andrey Golubev y Hugo Nys en las semifinales. Para su último torneo del año, Shapovalov ingresó al Abierto de Estocolmo como tercer cabeza de serie y campeón defensor. Llegó a su segunda final del año luego de las victorias sobre Andrea Vavassori, Arthur Rinderknech y Auger-Aliassime. Allí, se enfrentó a Tommy Paul y, a pesar de salvar diez puntos de quiebre, perdió ante Paul. Shapovalov terminó el año en el puesto 14.

### 2022
Antes del inicio de la temporada 2022, Shapovalov dio positivo por COVID-19 después del Campeonato Mundial de Tenis Mubadala de 2021, donde otros jugadores también dieron positivo por el virus. Culpando al cansancio, se retiró de su primer partido en la Copa ATP. Canadá salió de la fase de grupos tras las victorias sobre Gran Bretaña y Alemania, a pesar de una derrota por 0-3 ante Estados Unidos. En las semifinales, Canadá derrotó a Rusia al ganar el decisivo partido de dobles, donde Shapovalov y Félix Auger-Aliassime derrotaron a Daniil Medvédev y Roman Safiullin en el súper desempate. Luego, Canadá ganó su primer título de la Copa ATP sobre España después de que Shapovalov y Auger-Aliassime lograran victorias individuales sobre Pablo Carreño Busta y Roberto Bautista Agut.
En el Abierto de Australia, Shapovalov derrotó a Laslo Đere, Kwon Soon-woo y Reilly Opelka para llegar a la cuarta ronda, donde derrotó al tercer cabeza de serie Alexander Zverev en dos sets para alcanzar su primer cuartos de final en el Abierto de Australia. Luego perdió ante Rafael Nadal en cinco sets. En su próximo torneo en el Abierto de Róterdam de 2022, perdió en la primera ronda contra el clasificado Jiri Lehecka. En el Abierto de Catar de 2022, Denis Shapovalov perdió en sets seguidos ante Arthur Rinderknech en los cuartos de final. Llegó a las semifinales del Campeonato de Tenis de Dubái de 2022, pero perdió ante Jiří Veselý en un épico juego de tres sets. Luego, Shapovalov fue eliminado por Reilly Opelka en la tercera ronda del Indian Wells Masters de 2022. Fue eliminado por Lloyd Harris en la primera ronda del Abierto de Miami 2022. En su próximo torneo en el Abierto de Madrid 2022, Denis fue sorprendido por Andy Murray en la segunda ronda. En el Abierto de Italia de 2022 (tenis) derrotó al 10 veces campeón de Roma y tercer cabeza de serie Rafael Nadal para llegar a los cuartos de final. No obstante, al día siguiente fue derrotado por el noruego Casper Ruud.

## ATP World Tour Masters 1000

#### Finalista (1)
| Año  | Torneo | Superficie | Ind/Outdoor | Oponente en la final | Resultado |
| 2019 | París  | Dura       | Indoor      | Novak Djokovic       | 3-6, 4-6  |

## Títulos ATP (4; 4+0)

### Individual (4)
| Leyenda                   |
| Grand Slam (0)            |
| ATP World Tour Finals (0) |
| ATP Masters 1000 (0)      |
| ATP World Tour 500 (1)    |
| ATP World Tour 250 (3)    |

| N.º | Fecha                  | Torneo    | Superficie | Oponente en la final | Resultado   |
| --- | ---------------------- | --------- | ---------- | -------------------- | ----------- |
| 1.  | 20 de octubre de 2019  | Estocolmo | Dura (i)   | Filip Krajinović     | 6-4, 6-4    |
| 2.  | 9 de noviembre de 2024 | Belgrado  | Dura (i)   | Hamad Medjedovic     | 6-4, 6-4    |
| 3.  | 9 de febrero de 2025   | Dallas    | Dura (i)   | Casper Ruud          | 7-6(5), 6-3 |
| 4.  | 19 de julio de 2025    | Los Cabos | Dura       | Aleksandar Kovacevic | 6-4, 6-2    |

#### Finalista (5)
| N.º | Fecha                   | Torneo    | Superficie    | Oponente en la final | Resultado     |
| --- | ----------------------- | --------- | ------------- | -------------------- | ------------- |
| 1.  | 3 de noviembre de 2019  | París     | Dura (i)      | Novak Djokovic       | 3-6, 4-6      |
| 2.  | 22 de mayo de 2021      | Ginebra   | Tierra batida | Casper Ruud          | 6-7(6), 4-6   |
| 3.  | 13 de noviembre de 2021 | Estocolmo | Dura (i)      | Tommy Paul           | 4-6, 6-2, 4-6 |
| 4.  | 2 de octubre de 2022    | Seúl      | Dura          | Yoshihito Nishioka   | 4-6, 6-7(5)   |
| 5.  | 30 de octubre de 2022   | Viena     | Dura (i)      | Daniil Medvédev      | 6-4, 3-6, 2-6 |

### Dobles (0)
| Leyenda                   |
| Grand Slam (0)            |
| ATP World Tour Finals (0) |
| ATP Masters 1000 (0)      |
| ATP World Tour 500 (0)    |
| ATP World Tour 250 (0)    |

#### Finalista (2)
| N.º | Fecha                 | Torneo    | Superficie | Pareja        | Oponentes en la final       | Resultado   |
| --- | --------------------- | --------- | ---------- | ------------- | --------------------------- | ----------- |
| 1.  | 16 de junio de 2019   | Stuttgart | Hierba     | Rohan Bopanna | John Peers Bruno Soares     | 5-7, 3-6    |
| 2.  | 18 de febrero de 2022 | Doha      | Dura       | Rohan Bopanna | Wesley Koolhof Neal Skupski | 6-7(4), 1-6 |

## Títulos Challenger (2; 2+0)

### Individual (2)
| N.° | Fecha      | Torneo                      | Superficie | Oponente en la final | Resultado     |
| --- | ---------- | --------------------------- | ---------- | -------------------- | ------------- |
| 1.  | 19.03.2017 | Challenger de Drummondville | Dura (i)   | Ruben Bemelmans      | 6-3, 6-2      |
| 2.  | 23.07.2017 | Challenger de Gatineau      | Dura       | Peter Polansky       | 6-1, 3-6, 6-3 |

### Finalista (1)
| N.° | Fecha      | Torneo                    | Superficie | Oponente en la final | Resultado |
| --- | ---------- | ------------------------- | ---------- | -------------------- | --------- |
| 1.  | 26.03.2017 | Challenger de Guadalajara | Dura       | Mirza Bašić          | 4-6, 4-6  |

## Equipamiento y ropa de vestir
Shapovalov utiliza la raqueta VCORE SV. Está patrocinado por la marca deportiva Nike.

### Indumentaria y raquetas
| Período   | Proveedor |
| --------- | --------- |
| 2016-act. | Nike      |

| Período   | Patrocinador |
| --------- | ------------ |
| 2016-act. | Yonex        |

## Título de Grand Slam Júnior

### Individuales
| N.º | Fecha | Torneo    | Superficie | Oponente en la final | Resultado     |
| --- | ----- | --------- | ---------- | -------------------- | ------------- |
| 1.  | 2016  | Wimbledon | Hierba     | Álex de Miñaur       | 4-6, 6-1, 6-3 |

### Dobles
| Resultado | Año  | Torneo             | Superfici | Compañero             | Oponentes                         | Tanteo        |
| --------- | ---- | ------------------ | --------- | --------------------- | --------------------------------- | ------------- |
| Ganador   | 2015 | Abierto de EE. UU. | Dura      | Félix Auger-Aliassime | Brandon Holt Riley Smith          | 7-5, 7-6(3)   |
| Finalista | 2016 | Wimbledon          | Hierba    | Félix Auger-Aliassime | Kenneth Raisma Stefanos Tsitsipas | 6-4, 4-6, 2-6 |

## Clasificación histórica
| Torneo | 2016            | 2017            | 2018            | 2019            | 2020            | 2021            | 2022            | 2023            | 2024            | 2025 | Títulos      | G-P          | %            |
| --- | --------------- | --------------- | --------------- | --------------- | --------------- | --------------- | --------------- | --------------- | --------------- | ---- | ------------ | ------------ | ------------ |
| Torneos de Grand Slam |                 |                 |                 |                 |                 |                 |                 |                 |                 |      |              |              |              |
| A. Australia | A               | A               | 2R              | 3R              | 1R              | 3R              | CF              | 3R              | 1R              | 2R   | 0 / 8        | 12-8         | 60%          |
| Roland Garros | A               | Q1              | 2R              | 1R              | 2R              | A               | 1R              | 3R              | 3R              |      | 0 / 6        | 6-6          | 50%          |
| Wimbledon | A               | 1R              | 2R              | 1R              | ND              | SF              | 2R              | 4R              | 3R              |      | 0 / 7        | 11-7         | 61%          |
| Abierto EE. UU. | A               | 4R              | 3R              | 3R              | CF              | 3R              | 3R              | A               | 1R              |      | 0 / 7        | 15-7         | 68%          |
| Títulos | 0               | 0               | 0               | 0               | 0               | 0               | 0               | 0               | 0               | 0    | 0 / 28       | 44-28        | 61%          |
| Ganados-Perdidos | 0-0             | 3-2             | 5-4             | 4-4             | 5-3             | 6-2             | 7-4             | 7-3             | 4-4             | 1-1  | 0 / 28       | 44-28        | 61%          |
| ATP Finals |                 |                 |                 |                 |                 |                 |                 |                 |                 |      |              |              |              |
| ATP Finals | No se clasificó | No se clasificó | No se clasificó | No se clasificó | No se clasificó | No se clasificó | No se clasificó | No se clasificó | No se clasificó |      | 0 / 0        | 0-0          | -%           |
| Títulos |                 |                 |                 |                 |                 |                 |                 |                 |                 |      | 0 / 0        | 0-0          | -%           |
| Ganados-Perdidos |                 |                 |                 |                 |                 |                 |                 |                 |                 |      | 0 / 0        | 0-0          | -%           |
| ATP Tour Masters 1000 |                 |                 |                 |                 |                 |                 |                 |                 |                 |      |              |              |              |
| Indian Wells | A               | A               | 2R              | 4R              | ND              | 2R              | 3R              | 2R              | 2R              |      | 0 / 6        | 6-6          | 50%          |
| Miami | A               | A               | 4R              | SF              | ND              | 3R              | 2R              | 3R              | 3R              |      | 0 / 6        | 11-6         | 65%          |
| Montecarlo | A               | A               | 1R              | 1R              | ND              | A               | A               | A               | A               |      | 0 / 2        | 0-2          | 0%           |
| Madrid | A               | A               | SF              | 1R              | ND              | 2R              | 2R              | 2R              | 3R              |      | 0 / 6        | 8-6          | 57%          |
| Roma | A               | A               | 3R              | 2R              | SF              | 3R              | CF              | A               | 1R              |      | 0 / 6        | 12-6         | 67%          |
| Canadá | 2R              | SF              | 3R              | 2R              | ND              | 2R              | 1R              | A               | 1R              |      | 0 / 7        | 8-7          | 53%          |
| Cincinnati | A               | A               | 3R              | 2R              | 2R              | 2R              | 3R              | A               | A               |      | 0 / 5        | 6-5          | 55%          |
| Shanghái | A               | 1R              | 1R              | 2R              | No disputado    | No disputado    | No disputado    | A               | 2R              |      | 0 / 4        | 2-4          | 33%          |
| París | A               | 1R              | 1R              | F               | A               | A               | 2R              | A               | A               |      | 0 / 4        | 5-4          | 56%          |
| Títulos | 0               | 0               | 0               | 0               | 0               | 0               | 0               | 0               | 0               | 0    | 0 / 46       | 58-46        | 56%          |
| Ganados-Perdidos | 1-1             | 4-3             | 14-9            | 14-9            | 5-2             | 5-6             | 7-6             | 1-3             | 6-6             | 0-0  | 0 / 46       | 58-46        | 56%          |
| ATP Tour 500 |                 |                 |                 |                 |                 |                 |                 |                 |                 |      |              |              |              |
| Róterdam | A               | A               | A               | CF              | 1R              | A               | 1R              | A               | 1R              | A    | 0 / 4        | 2-4          | 33%          |
| Dallas | No disputado    | No disputado    | No disputado    | No disputado    | No disputado    | No disputado    | ATP 250         | ATP 250         | ATP 250         | G    | 1 / 1        | 5-0          | 100%         |
| Río de Janeiro | A               | A               | A               | A               | A               | ND              | A               | A               | A               |      | 0 / 0        | 0-0          | -%           |
| Dubái | A               | A               | A               | A               | A               | SF              | SF              | A               | 1R              |      | 0 / 3        | 6-3          | 67%          |
| Acapulco | A               | A               | 2R              | A               | A               | A               | A               | 2R              | A               |      | 0 / 2        | 2-2          | 50%          |
| Barcelona | A               | A               | A               | 2R              | ND              | 3R              | A               | 3R              | A               |      | 0 / 3        | 2-3          | 40%          |
| Halle | A               | A               | A               | A               | ND              | A               | A               | 2R              | A               |      | 0 / 1        | 1-1          | 50%          |
| Queen's Club | A               | 2R              | 1R              | 1R              | ND              | SF              | 1R              | A               | A               |      | 0 / 5        | 3-5          | 38%          |
| Hamburgo | A               | A               | A               | A               | A               | A               | A               | A               | A               |      | 0 / 0        | 0-0          | -%           |
| Washington | 1R              | A               | 3R              | A               | ND              | A               | 2R              | A               | CF              |      | 0 / 4        | 4-4          | 50%          |
| Pekín | A               | A               | A               | A               | No disputado    | No disputado    | No disputado    | A               | A               |      | 0 / 0        | 0-0          | -%           |
| Tokio | A               | A               | SF              | 2R              | No disputado    | No disputado    | SF              | A               | A               |      | 0 / 3        | 7-3          | 70%          |
| Basilea | A               | 2R              | 1R              | A               | No disputado    | No disputado    | A               | A               | CF              |      | 0 / 3        | 3-3          | 50%          |
| Viena | A               | A               | A               | 1R              | 1R              | A               | F               | A               | A               |      | 0 / 3        | 4-3          | 57%          |
| Títulos | 0               | 0               | 0               | 0               | 0               | 0               | 0               | 0               | 0               | 1    | 1 / 32       | 39-31        | 56%          |
| Ganados-Perdidos | 0-1             | 2-2             | 5-5             | 3-4             | 0-2             | 7-3             | 10-6            | 3-3             | 5-4             | 5-0  | 1 / 32       | 39-31        | 56%          |
| Representación nacional |                 |                 |                 |                 |                 |                 |                 |                 |                 |      |              |              |              |
| Copa Davis | PO              | 1R              | 1R              | F               | A               | A               | G               | A               | CF              |      | 1 / 6        | 14-8         | 64%          |
| Juegos Olímpicos | A               | No disputado    | No disputado    | No disputado    | No disputado    | A               | No disputado    | No disputado    | A               | ND   | 0 / 0        | 0-0          | 0%           |
| ATP Cup | Inexistente     | Inexistente     | Inexistente     | Inexistente     | CF              | RR              | G               | ND              | ND              | ND   | 1 / 3        | 5-5          | 50%          |
| Estadísticas |                 |                 |                 |                 |                 |                 |                 |                 |                 |      |              |              |              |
| | 2016            | 2017            | 2018            | 2019            | 2020            | 2021            | 2022            | 2023            | 2024            | 2025 | Totales      | Totales      | Totales      |
| Torneos ATP jugados | 2               | 10              | 27              | 26              | 13              | 20              | 22              | 13              | 23              | 4    | 160          | 160          | 160          |
| Finales ATP disputadas | 0               | 0               | 0               | 2               | 0               | 2               | 2               | 0               | 1               | 1    | 8            | 8            | 8            |
| Torneos ATP ganados | 0               | 0               | 0               | 1               | 0               | 0               | 0               | 0               | 1               | 1    | 3            | 3            | 3            |
| Dura G-P | 2-2             | 11-12           | 25-18           | 34-19           | 12-13           | 15-14           | 29-18           | 6-7             | 18-15           | 7-3  | 3 / 106      | 159-121      | 57%          |
| Tierra batida G-P | 0-0             | 0-0             | 8-6             | 4-6             | 5-2             | 7-6             | 4-4             | 3-3             | 5-6             | 0-0  | 0 / 33       | 36-33        | 52%          |
| Hierba G-P | 0-0             | 1-2             | 2-4             | 0-3             | 0-0             | 8-3             | 1-4             | 4-3             | 3-2             | 0-0  | 0 / 21       | 19-21        | 48%          |
| Ganados-Perdidos | 2-2             | 12-13           | 35-28           | 38-28           | 17-15           | 31-23           | 34-26           | 13-13           | 26-13           | 7-3  | 214-175      | 214-175      | 214-175      |
| Victorias (%) | 50%             | 48%             | 55%             | 57%             | 53%             | 57%             | 57%             | 50%             | 53%             | 70%  | 55%          | 55%          | 55%          |
| Ranking | 250             | 51              | 27              | 15              | 12              | 14              | 18              | 109             | 56              |      | $ 12 886 828 | $ 12 886 828 | $ 12 886 828 |
| Leyenda: G: Torneo ganado; F: Finalista; SF: Semifinalista; CF: Cuartos de final; R:Rondas previas; PO: Repesca; A: Ausente; G-P: Ganados-Perdidos; ND: No disputado. |                 |                 |                 |                 |                 |                 |                 |                 |                 |      |              |              |              |

## Victorias sobre Top 10
- Shapovalov tiene un récord de 14-33 contra jugadores que en el momento en que se jugó el partido se encontraban entre los 10 primeros del Ranking mundial.

| Temporada | 2015 | 2016 | 2017 | 2018 | 2019 | 2020 | 2021 | 2022 | 2023 | 2024 | 2025 | Total |
| Victorias | 0    | 0    | 1    | 0    | 3    | 3    | 1    | 3    | 0    | 0    | 3    | 14    |

| #    | Oponente           | Ranking | Torneo                          | Superficie    | Ronda | Resultado                    | Ranking Shapovalov |
| ---- | ------------------ | ------- | ------------------------------- | ------------- | ----- | ---------------------------- | ------------------ |
| 2017 |                    |         |                                 |               |       |                              |                    |
| 1.   | Rafael Nadal       | 2       | Montreal, Canadá                | Dura          | 3R    | 3–6, 6–4, 7–6(7–4)           | 143                |
| 2019 |                    |         |                                 |               |       |                              |                    |
| 2.   | Stéfanos Tsitsipás | 10      | Miami, Estados Unidos           | Dura          | 4R    | 4–6, 6–3, 7–6(7–3)           | 23                 |
| 3.   | Alexander Zverev   | 6       | París, Francia                  | Dura (i)      | 3R    | 6–2, 5–7, 6–2                | 28                 |
| 4.   | Matteo Berrettini  | 8       | Madrid, España                  | Dura (i)      | RR    | 7–6(7–5), 6–7(3–7), 7–6(7–5) | 15                 |
| 2020 |                    |         |                                 |               |       |                              |                    |
| 5.   | Stéfanos Tsitsipás | 6       | Brisbane, Australia             | Dura          | RR    | 7–6(8–6), 7–6(7–4)           | 15                 |
| 6.   | Alexander Zverev   | 7       | Brisbane, Australia             | Dura          | RR    | 6–2, 6–2                     | 15                 |
| 7.   | David Goffin       | 10      | US Open, Estados Unidos         | Dura          | 4R    | 6–7(0–7), 6–3, 6–4, 6–3      | 17                 |
| 2021 |                    |         |                                 |               |       |                              |                    |
| 8.   | Roberto Bautista   | 10      | Wimbledon, Reino Unido          | Césped        | 4R    | 6–1, 6–3, 7–5                | 12                 |
| 2022 |                    |         |                                 |               |       |                              |                    |
| 9.   | Alexander Zverev   | 3       | Abierto de Australia, Australia | Dura          | 4R    | 6–3, 7–6(7–5), 6–3           | 14                 |
| 10.  | Rafael Nadal       | 4       | Roma, Italia                    | Tierra batida | 3R    | 1–6, 7–5, 6–2                | 16                 |
| 11.  | Taylor Fritz       | 10      | Viena, Austria                  | Dura (i)      | 2R    | 6–1, 4–6, 6–3                | 19                 |
| 2025 |                    |         |                                 |               |       |                              |                    |
| 12.  | Taylor Fritz       | 4       | Dallas, Estados Unidos          | Dura (i)      | 2R    | 2–6, 6–3, 7–6(7–2)           | 54                 |
| 13.  | Tommy Paul         | 9       | Dallas, Estados Unidos          | Dura (i)      | SF    | 7–5, 6–3                     | 54                 |
| 14.  | Casper Ruud        | 5       | Dallas, Estados Unidos          | Dura (i)      | F     | 7–6(7–5), 6–3                | 54                 |

## Ranking ATP al final de la temporada
| Año                     | 2015 | 2016 | 2017 | 2018 | 2019 | 2020 | 2021 | 2022 |
| Ranking en individuales | 1130 | 250  | 51   | 27   | 15   | 12   | 14   | 18   |